# Piltunginjärvi
Piltunginjärvi eller Piltunkijärvi är en sjö i Finland. Den ligger i kommunen Puolango i landskapet Kajanaland, i den centrala delen av landet, 500 km norr om huvudstaden Helsingfors. Piltunginjärvi ligger 156,2 meter över havet. Den är 2,4 meter djup. Arean är 2,68 kvadratkilometer och strandlinjen är 14,59 kilometer lång. Sjön  ingår i Uleälvens huvudavrinningsområde. 
I övrigt finns följande i Piltunginjärvi:
- Kalmonsaari (en ö)

I övrigt finns följande vid Piltunginjärvi:
- Ylä-Potkunjärvi (en sjö)